# 22815 Сьюелл
22815 Сьюелл (22815 Sewell) — астероїд головного поясу, відкритий 7 вересня 1999 року.
Тіссеранів параметр щодо Юпітера — 3,540.